# 巴勒特 (明尼蘇達州)
巴勒特（英語：Barrett）是一個位於美國明尼蘇達州格蘭特縣的城市。

## 歷史
巴勒特於1887年成立，同年設立營運至今的郵局，1889年升格為城市。此地得名自南北戰爭上將狄奧多·H·巴勒特（Theodore H. Barrett）。

## 人口
根據2020年美國人口普查的數據，巴勒特的面積為5.46平方千米，當中陸地面積為5.40平方千米，而水域面積為0.06平方千米。當地共有人口366人，而人口密度為每平方千米67人。